# One-reeler/Act IV
One-reeler/Act IV (hay được gọi rút gọn là One-reeler) là mini-album cuối cùng của nhóm nhạc nữ Hàn Quốc–Nhật Bản IZ*ONE. Album được phát hành vào ngày 7 tháng 12 năm 2020 bởi Off the Record Entertainment trước khi chính thức tan rã vào ngày 29 tháng 4 năm 2021. One-reeler có ba phiên bản: The Color of Youth, Becoming One, Stay Bold, bao gồm 6 bài hát, trong đó có bài hát chủ đề "Panorama".

## Bối cảnh và phát hành
Đầu tháng 11 năm 2020, có thông tin rằng IZ*ONE sẽ có một màn comeback nữa trước khi kết thúc năm. Vào ngày 17 tháng 11, công ty quản lý xác nhận nhóm sẽ trở lại vào đầu tháng 12 với mini-album thứ tư mang tên One-reeler/Act IV". Ảnh teaser của cả nhóm và cá nhân của các thành viên bắt đầu được tung ra từ ngày 23 tháng 11, thể hiện ba concept khác nhau mang tên 'The Color of Youth', 'Becoming One' và 'Stay Bold'. Nhóm phát hành video teaser đầu tiên một tuần sau đó vào ngày 2 tháng 12, highlight medley vào ngày hôm sau và video teaser thứ hai vào ngày tiếp đó ngày 4 tháng 12.
Trước khi phát hành One-reeler một ngày, ngày 6 tháng 12 IZ*ONE biểu diễn ca khúc chủ đề "Panorama" trên sân khấu Giải thưởng Âm nhạc Châu Á Mnet 2020.

## Danh sách bài hát
| Danh sách bài hát của One-reeler/Act IV | Danh sách bài hát của One-reeler/Act IV    | Danh sách bài hát của One-reeler/Act IV | Danh sách bài hát của One-reeler/Act IV | Danh sách bài hát của One-reeler/Act IV | Danh sách bài hát của One-reeler/Act IV |
| STT                                     | Nhan đề                                    | Phổ lời                                 | Phổ nhạc                                | Sắp xếp                                 | Thời lượng                              |
| --------------------------------------- | ------------------------------------------ | --------------------------------------- | --------------------------------------- | --------------------------------------- | --------------------------------------- |
| 1.                                      | "Mise-en-Scène"                            | Jung Ho-hyun (e.one)                    | Jung Ho-hyun (e.one)                    | Jung Ho-hyun (e.one)                    |                                         |
| 2.                                      | "Panorama"                                 | KZ B.O. FAB                             | KZ Nthonius B.O. FAB Jayins Ji Ye-joon  | Ung Kim FAB KZ Nthonius                 |                                         |
| 3.                                      | "Island"                                   | YOSKE Alive Knob                        | YOSKE Alive Knob                        | YOSKE Alive Knob Sean Oh                |                                         |
| 4.                                      | "Sequence"                                 | Jung Ho-hyun (e.one)                    | Jung Ho-hyun (e.one)                    | Jung Ho-hyun (e.one)                    |                                         |
| 5.                                      | "O Sole Mio"                               | SCORE (13) MEGATONE (13) EDEN (13)      | SCORE (13) MEGATONE (13) EDEN (13)      | SCORE (13) MEGATONE (13) EDEN (13)      |                                         |
| 6.                                      | "Slow Journey" (느린 여행; neurin yohaeng) | Iggy Yongbae Kim Chae-won               | Iggy Yongbae Kim Chae-won               | Iggy Yongbae                            |                                         |

 Ghi chú 